# Joan Guzmán
Joan Guzmán (nacido el 1 de mayo de 1976 en Santo Domingo) es un boxeador profesional dominicano que fue campeón en las categorías peso supergallo y peso superpluma de la OMB. Apodado "El Pequeño Tyson"," Guzmán ahora es entrenado por el excampeón mundial Roberto García Cortez. El exboxeador Floyd Mayweather, Sr. también fue entrenador de Guzmán. Guzmán está representado por la agencia de promoción del boxeo Iron Mike Productions copropiedad del excampeón de peso pesado Mike Tyson.

## Carrera

### Inicios
En sus inicios, Guzmán ganó 310 de 320 combates como boxeador amateur. Se incluyen en estas victorias una medalla de oro ganada en combate en los Juegos Panamericanos de 1995. También compitió en los Juegos Olímpicos de 1996 celebrados en Atlanta, Georgia, donde perdió del campeón mundial Omar Andrés Narváez.
Guzmán inició su carrera profesional de boxeo en los Estados Unidos. Su primera pelea fue el 23 de septiembre de 1997 en Phoenix, Arizona. Allí, noqueó a Juan Miguel Rivera en dos asaltos. Después de otra victoria en segundo round (esta vez en el Madison Square Garden en Nueva York), regresó a la República Dominicana.
Se alejó dos años del boxeo, luego regresó a su primera pelea en su país. El 11 de marzo de 1999, Guzmán superó en puntuación a Orlando Mateo a lo largo de ocho asaltos en Santo Domingo. Peleó seis veces más antes de ir por el título de peso pluma en República Dominicana.
Durante sus dos años fuera de combate, bajo de peso, de la categoría peso pluma a la de supergallo.
El 25 de octubre de 1999, noqueó a Francisco de León en el undécimo round para ganar el título nacional. Retuvo el título nueva vez, con un nocaut en el segundo round a Santiago Matos. Más tarde noqueó a Héctor Julio Ávila en el segundo round el 9 de agosto de 2001, para el título regional de la North American Boxing Organization (NABO) en la categoría súpergallo.
Otra victoria fue especialmente significativa, ya que era por el título de la OMB Latina, así como para el título intercontinental de la OMB y por el título de NABO ganado por él anteriormente. Guzmán agregó estos dos campeonatos regionales y retuvo los que poseía, superando a Edel Ruiz por decisión, en una pelea celebrada en Tacoma, Washington el 29 de septiembre de 2001.

### Campeonato mundial
Guzmán se convirtió en número uno en la categoría súpergallo de la OMB. El campeón mundial de peso gallo, Agapito Sánchez, viajó a Cardiff, Gales, para defender su título ante Guzmán, pero se le diagnosticó un desprendimiento de retina en un chequeo médico días antes de la pelea imposibilitando su participación. Sánchez se retiró temporalmente del boxeo y Guzmán se enfrentó contra Fabio Oliva para el título mundial de la OMB en la categoría supergallo el 17 de agosto de 2002. Guzmán ganó el campeonato con un nocaut en tercer round. Sánchez regresó al boxeo y peleó por última vez con Guzmán el 26 de febrero de 2004 en San Diego, California. Guzmán retuvo el título, noqueándolo en siete asaltos. Más tarde defendió el título, derrotando al invicto Fernando Beltrán por decisión unánime el 22 de abril de 2005. Después de su impresionante victoria, Guzmán se ascendió a la categoría superpluma.
En el pesaje antes de la pelea programada para el título superpluma de la OMB el 16 de septiembre de 2006, el poseedor del título, Jorge Rodrigo Barrios, tenía exceso de peso y con el tiempo fue despojado de su título por la OMB. Guzmán entonces ganó la pelea y el título por decisión dividida. Guzmán, luego, defendió su nuevo título con victorias sobre los contendientes Antonio Davis el 18 de diciembre de 2006 y Humberto Soto el 17 de noviembre de 2007, ambos por decisión unánime.

### Descenso a peso ligero
En mayo de 2008, Guzmán fue elegido para dejar vacante su título peso súper pluma de la OMB para continuar su carrera en la categoría de peso ligero. Se suponía que debía luchar por los tres títulos de la AMB OMB y IBF que poseía Nate Campbell, el 13 de septiembre de 2008. Lamentablemente, llegó con 3 libras y media demás de las 135 que debía tener. Así que, la pelea fue cancelada y Guzmán fue trasladado de urgencia a un hospital después de sufrir deshidratación y tos con sangre. Un consternado Campbell, quien pasó por tantos problemas para luchar contra él, tildó el caso como un gesto poco profesional de Guzmán. En cuanto a su fracaso, Guzmán pidió disculpas a sus fanáticos, a la gente que programó la pelea, y Campbell en particular.
El 20 de diciembre de 2008, Guzmán aceptó una pelea eliminatoria contra Ameth Díaz por el título de la AMB en la categoría peso ligero. A diferencia de su pelea con Campbell, Guzmán llegó con éxito al límite de peso. Guzmán ganó su primer encuentro como peso ligero por decisión unánime.
En un intento por ganar un título mundial, Guzmán desafió a Ali Funeka el 28 de noviembre de 2009 por el título peso ligero de la IBF. Por desgracia para ambos boxeadores, la pelea resultó en un empate mayoritario.
Guzmán y Funeka lucharon de nuevo el 27 de marzo de 2010 para el mismo campeonato. Esta vez, sin embargo, sólo Funeka tuvo la oportunidad de ganar el título ya que Guzmán fue con 9 libras por encima del límite de peso ligero. Sin embargo, la pelea continuó como estaba prevista. Allí, Guzmán logró dar un knockdown, así como acumular los puntos suficientes para ganar por decisión dividida, dejando el título vacante. Aunque Guzmán fue castigado por falta de no ir con el peso adecuado, pero más tarde se descubrió que Funeka dio positivo en un examen de drogas post pelea.

### De vuelta a peso superligero
Las luchas anteriores de Guzmán y el constante vaivén de su peso lo llevó a pasar a la categoría superligero. Su primera pelea en 140 libras contra Jason Davis se llevó a cabo en la cartelera de Amir Khan vs Marcos Maidana el 11 de diciembre de 2010 en el Mandalay Bay Resort & Casino en Las Vegas. La pelea terminó por nocaut técnico en el segundo round a favor de Guzmán, aunque no llegó con el peso adecuado para la pelea por segunda vez consecutiva, teniendo 144.5 (Davis también llegó en sobrepeso, aun así la pelea siguió adelante).

## Controversia por dar positivo a test de droga
En la prueba de droga después de la pelea contra Davis, Guzmán dio positivo por furosemida, un diurético prohibido por la Comisión Atlética de Nevada, y el mismo tipo usado por Ali Funeka quien fue suspendido por nueve meses después de la revancha contra Guzmán. Como sanción, Guzmán fue suspendido del boxeo durante ocho meses y su última victoria cambió a no-contest.
Luego de cumplir con una suspensión de ocho meses Guzmán admitió haber utilizado un diurético en un intento de hacer el peso para su pelea contra Jason Davis en diciembre de 2010; Joan Guzmán volvió al ring en las 140 libras. ( Superligero ) en su país natal, República Dominicana, contra el colombiano Florencio Castellano en enero de 2012. Guzmán noqueó a Castellano en el primer asalto, aproximadamente 2:59 minutos. Fue su primera pelea bajo la agencia de boxeo Acquinity Sports (ahora Iron Mike Productions), una compañía de promoción con sede en Florida, que ha apostado por el talento del atleta; y su primer knock-out en al menos diez peleas ( Excluyendo la que tuvo con Davis). El 2 de marzo de 2012, Guzmán enfrentó al puertorriqueño Jesús Pabón. La pelea fue presentada como el evento principal en Friday Night Fights de ESPN2. El evento fue nombrado "Día D Dominación Dominicana" y contó con varios boxeadores dominicanos, entre ellos Ed Paredes "El León" y Juan Carlos Payano. Guzmán llegó por primera vez con el pesaje oficial en un cuarto de libra más pesado que las 140 libras requeridas, necesitando dos intentos más para finalmente hacer el peso. Sin embargo, Joan parecía bastante fuerte en 140 libras. Derribó a Pabón en el primer asalto con un gancho de izquierda, seguido por knock-downs consecutivos en el segundo y tercer round. Aunque Joan dominó todos los asaltos, los críticos se quejaron de la falta de "instinto asesino" y su exhibicionismo, que dicen que el excampeón podría haber utilizado para ocultar el hecho de que él se había cansado físicamente. Pabón, a pesar de que ganó ningún asalto, mostró agallas en los asaltos cinco y seis, propinando un par de buenos golpes. En el octavo round, Joan salió fuerte de nuevo, y ambos boxeadores intercambiaron algunos golpes. Pabón, el más débil de los dos, fue sorprendido con un gancho izquierdo que lo tumbó. Joan Guzmán se mantiene invicto en 35 peleas profesionales. Su récord es de 33-0-1 y un combate nulo ( 20ko ).

## Racha invicta llega a su fin
El 30 de noviembre de 2012, Guzmán retó a Khabib Allakhverdiev por el IBO y el título vacante campeón de peso superligero de la AMB. La pelea terminó en el octavo round ya que Guzmán se lesionó la rodilla que resultó de una falta accidental. El veredicto fue una decisión técnica a favor de Allakhverdiev. El Sycuan Warrior no mostró su característico estilo evasivo hasta que fue casi demasiado tarde en la pelea. Sólo en los asaltos 6 y 7 Guzmán empleó el tipo de pelea técnica que lo había mantenido invicto en su carrera. Mientras la pelea iba relativamente a favor de Guzmán, éste se tropezó y se lastimó la pierna en la caída, mientras que Khabib respondió con todo lo que tenía, dando la impresión de que él era el peleador dominante. Guzmán no pudo continuar debido a la lesión en la pierna y el árbitro detuvo la pelea debido a la "falta accidental", lo cual llevó que la puntuación decidiera el ganador. Dos jueces declararon a Khabib como el mejor hombre en el ring. De inmediato se produjeron rumores de una posible revancha.

## Reconocimientos
- El ministerio de la juventud de la república dominicana galardonó a Guzmán, con el Premio Nacional de la Juventud 2007, como joven atleta destacado.[14]